# Tożsamość narodowa
Tożsamość narodowa – poczucie odrębności wobec innych narodów kształtowane przez czynniki narodowotwórcze takie jak: symbole narodowe, język, barwy narodowe, religię, świadomość pochodzenia, historia narodu, świadomość narodowa, więzy krwi, stosunek do dziedzictwa kulturowego, kultura, terytorium, charakter narodowy.

## Opis

Flagi świata

Największy wpływ na charakter narodu wywierają elity, czyli: pisarze, historycy, etnografowie, artyści i uczeni oraz ośrodki ich działania: uniwersytety, placówki badawcze, stowarzyszenia kulturalne, towarzystwa naukowe
Poczucie tożsamości narodowej szczególnie ujawnia się w sytuacjach kryzysowych, gdy potrzebne jest wspólne działanie na rzecz ogólnie pojętego dobra narodu, na przykład planowanie powstań narodowych.
Tożsamość narodowa obejmuje zarówno elementy polityczne, jak i kulturowe. Jako zjawisko zbiorowe, może wynikać z obecności „punktów wspólnych” w codziennym życiu ludzi: symboli narodowych, języka, historii narodu, świadomości narodowej i artefaktów kulturowych. Subiektywnie, jest to uczucie, które dzieli się z grupą ludzi na temat narodu, niezależnie od statusu prawnego obywatelstwa. W kategoriach psychologicznych definiuje się ją jako „świadomość różnicy”, „poczucie i uznanie »my« i »oni«”. Tożsamość narodowa może obejmować populację, a także diasporę, wieloetnicznych państw i społeczeństw, które mają wspólne poczucie wspólnej tożsamości. Etniczność łączona (także: etniczność z łącznikiem) jest przykładem zbiegu wielu tożsamości etnicznych i narodowych w ramach jednej osoby lub podmiotu.